# Лейк-Шор (Вашингтон)
Лейк-Шор (англ. Lake Shore) — переписна місцевість (CDP) в США, в окрузі Кларк штату Вашингтон. Населення — 7056 осіб (2020).

## Географія
Лейк-Шор розташований за координатами 45°41′28″ пн. ш. 122°41′28″ зх. д. / 45.69111° пн. ш. 122.69111° зх. д. (45.691136, -122.691218).  За даними Бюро перепису населення США в 2010 році переписна місцевість мала площу 4,25 км², уся площа — суходіл.

## Демографія
Згідно з переписом 2010 року, у переписній місцевості мешкала 6571 особа в 2447 домогосподарствах у складі 1923 родин. Густота населення становила 1547 осіб/км².  Було 2542 помешкання (598/км²).
Расовий склад населення:
| - 90,5 % — білих - 2,8 % — азіатів - 0,8 % — чорних або афроамериканців - 0,7 % — корінних американців - 0,4 % — вихідців з тихоокеанських островів - 1,4 % — осіб інших рас |

До двох чи більше рас належало 3,3 %. Частка іспаномовних становила 4,5 % від усіх жителів.
За віковим діапазоном населення розподілялося таким чином: 22,6 % — особи молодші 18 років, 62,0 % — особи у віці 18—64 років, 15,4 % — особи у віці 65 років та старші. Медіана віку мешканця становила 44,2 року. На 100 осіб жіночої статі у переписній місцевості припадало 99,4 чоловіків;  на 100 жінок у віці від 18 років та старших — 96,8 чоловіків також старших 18 років.
Середній дохід на одне домашнє господарство  становив 91 950 доларів США (медіана — 73 686), а середній дохід на одну сім'ю — 101 914 долари (медіана — 81 928). Медіана доходів становила 59 328 доларів для чоловіків та 43 939 доларів для жінок. За межею бідності перебувало 5,1 % осіб, у тому числі 8,4 % дітей у віці до 18 років та 2,0 % осіб у віці 65 років та старших.
Цивільне працевлаштоване населення становило 3122 особи. Основні галузі зайнятості: освіта, охорона здоров'я та соціальна допомога — 21,6 %, виробництво — 14,2 %, фінанси, страхування та нерухомість — 12,0 %.